# Стефан Трайков
Стефан Трайков е български футболист, който играе като полузащитник. Трайков е юноша на Академик (Свищов). В кариерата си е играл и за Етър (Велико Търново), Черноморец (Бургас), Марек (Дупница) и ФК Равда.

## Треньор
От 2015 г. е треньор на Академик (Свищов), деца родени 1999-1998 г.
През 2016 г. е помощник-треньор в щаба на Евгени Маринов, в Академик (Свищов).
От 2019 г. е старши треньор на Академик (Свищов), заменя на поста Евгени Маринов. През зимната пауза на 2019 г. е освободен от поста старши треньор.
През зимната пауза на 2019 г. е освободен от първия отбор и започва работа в школата на Академик (Свищов) при юноши до 19 г.
През 2020 г. се присъединява към тима на Янтра (Полски Тръмбеш), заедно с Красен Каравелов.
През 2021 г. се завръща в Академик (Свищов). През 2022 г. напуска Академик (Свищов).